# So isst die Welt
So isst die Welt (Originaltitel: Pass the Plate) ist eine Minishow des Disney Channels. Moderiert wird die ca. drei- bis fünfminütige Sendung von Brenda Song. Pro Episode werden drei bis fünf Gerichte aus aller Welt von den nationalen Disney-Channel-Moderatoren vorgestellt.

## Produktion
Die Serie wird mit einer Moderation von Brenda Song und einem Gericht von ihr begonnen. Danach folgen mehrere Gerichte aus folgenden Ländern: Argentinien, Australien, China, Frankreich, Indien, Italien, Japan, Mexiko, Südafrika, Großbritannien und den USA. Es wird eine kurze Geschichte zu dem jeweiligen Essen erzählt und oft auch die Herstellung gezeigt. Die Serie soll gesunde Gerichte vermitteln.
Gerichte aus ihrer Heimat zeigen:
- Bless 4
- Daniel Martins
- Luv Yun
- Alicia Bennett
- Jack Pearson
- Deniz Akdenz
- Chi Shuai
- Benazir Shaikh
- Parth Muni
- Giulio Rubinelli
- Paulina and David Holiguin
- Joe Sammons
- Come Levin
- Sydney White
- Gregg Sulkin
- Frederico Di Iorio
- Robson Nunes

## Episoden
- Episode 1: Mangos
- Episode 2: Bananen
- Episode 3: Fisch
- Episode 4: Spinat
- Episode 5: Tomaten
- Episode 6: Reis
- Episode 7: Proteine
- Episode 8: Kulturelle Gerichte